# Карл Кольдевей
Карл Кольдевей (нім. Carl Koldewey; 26 жовтня 1837, Бюкен — 17 травня 1908, Гамбург) — німецький мандрівник.
Освіту одержував у Ганноверському політехнікумі і в Геттінгенському університеті (1867). У 1868 за дорученням Петермана став на чолі першої німецької експедиції до Північного полюса, яку описав у «Die erste deutsche Nordpolar-Expedion» (у «Mittielungen» Петермана, 1871). У 1869 він здійснив другу подорож до Північного полюса. Призначений у 1871 асистентом в гамбурзькій морської обсерваторії, він під керівництвом Дове обробив метеорологічні і гідрографічні результати цієї подорожі в «Die zwete deutsche Nordpolarfahrt» (1873–1879). При організації імперської морської обсерваторії в Німеччині Кольдевей був призначений начальником другого відділення. Його праці друкувалися в «Annalen der Hydrographie und maritimen Meteorologie» і у виданнях імператорської обсерваторії.